# Icsimura Tecunoszuke
Icsimura Tecunoszuke (japánul: 市村 鉄之助, Hepburn-átírással: Ichimura Tetsunosuke; 1854 – ?) japán szamuráj, a híres Sinszengumi (japánul: 新選組, Hepburn-átírással: Shinsengumi) tagja, és a parancsnokhelyettes Hidzsikata Tosizó segédje. Általános tévhit, hogy Icsimura Tecunoszuke fiktív személy, valójában tagja volt a Sinszenguminak.

## Előélete
Icsimura Tecunoszuke 1854-ben született, Gifu prefektúrában, az Ógaki-tartomány (japánul: 大垣市, Hepburn-átírással: Ōgaki) egyik szamurája, Icsimura Hanemoki harmadik fiaként.

## Sinszengumi
1867-ben (tizennégy évesen) csatlakozott a Sinszengumihoz bátyjával, Icsimura Tacunoszukéval, és a parancsnokhelyettes, Hidzsikata Tosizó segédje lett. 1868-ban a kósú-kacunumai csata után, Kondó Iszami letartóztatása idején Tacunoszuke dezertált a Sinszengumiból. (Hazatérve kereskedő lett, és betegségben halt meg 1872-ben).
Azonban Tecunoszuke a csapattal maradt, és folytatta a harcokat.
A Bosin-háború utolsó harcaiban, a hakodatei csata előtt, 1869. május 5-én Gorjókakuban (japánul: 五稜郭, Hepburn-átírással: Goryōkaku), Hidzsikata Tosizó egy privát szobába hívatta Icsimurát, és utasította, hogy vigye el néhány személyes holmiját Szató Hikogoró (Hidzsikata sógora) házába Hinóba (japánul: 日野市). Pontosabban egy fényképet Hidzsikatáról, a halálversét, egy levelet, és egy hajtincsét. (Néhányan Hidzsikata két kardját is megemlítik, de az információ hamis. A kérdéses kardokat még Hidzsikata személyesen hagyta Hinoban a Kófu-hadjárat idején.) Icsimura határozottan megtagadta az utasítást, mondván, inkább maradna, meghalna a parancsnokhelyettes oldalán, és azt mondta, bízzon meg valaki mást. Hidzsikata állítólag ekkor nagyon feldühödött, és azzal fenyegette, hogy személyesen végez a fiúval ott helyben, ha nem engedelmeskedik. A parancsnokhelyettes azért folyamodott a megfélemlítés taktikájához, mert úgy vélte, Icsimura még túl fiatal a halálhoz, és így akarta megóvni. A módszer bevált.
Icsimura később azt mondta, hogy mikor Gorjókaku elhagyása közben visszanézett, látott valakit, aki a kapuban állt és figyelte őt. Meggyőződése, hogy ez az ember Hidzsikata volt. 
Úgy tartják, hogy koldusként álcázva magát, sikerült kikerülnie a birodalmi hadsereget. Végül feljutott egy Jokohamába tartó hajóra, és a fedélzeten tudta meg, hogy Hidzsikatát megölték a csatában.
Három hónappal Gorjókaku elhagyása után, Icsimura eljutott Szató házához Hinoba, Hidzsikata hagyatékával. Úgy tűnik, Icsimura volt az, aki először értesítette őket Hidzsikata haláláról. Későbbi elmondása szerint mindenki elsírta magát a házban. Három évig a Szató családnál lakott, és ez idő alatt (valószínűleg Tennen Risin-rjú stílusú) kardvívást tanult.

## Halála
1871 márciusában visszatért a szülővárosába, Ógakiba, Tacunoszukéhez. Az már nem egészen tisztázott, hogy mi történt vele ezek után, halálának időpontjára több elmélet is létezik. Egyesek úgy tartják, hogy 1873-ban, húszévesen hunyt el betegségben. Azonban egy másik feltevés szerint csatlakozott Szaigó Takamori vezette Szacuma felkeléshez 1877-ben. Valószínűleg Hjógo prefektúrában Takarazukánál (japánul: 宝塚市) halt meg egy ütközetben.

## Ábrázolása a médiában
Icsimura Tecunoszuke a főszereplője a Peacemaker Kurogane című mangának és animének. A sorozatban tizenöt éves, vörös hajú, alacsony karakterként ábrázolják, aki erős akaratú, és gyakran alábecsülik a társai. „Tecu” személyisége továbbá vidám, energikus, nagy benne a versenyszellem. Azért csatlakozik a Sinszengumihoz, hogy bosszút álljon a Csósú klánon, akik megölték a szüleit; végül Hidzsikata segédje lesz. A testvére, Tacunoszuke is csatlakozik hozzá a történetben. Akkoriban, 1864-ben Tecunoszuke pszichogén törpeségben szenved, és az érzelmi megrázkódtatástól két évig nem nő egy centit sem. Többé-kevésbé egy kabala, vagy kistestvér figuraként jelenik meg a Sinszengumi idősebb tagjai számára.  A sorozatban sokat sír.
Icsimura feltűnik a Hidzsikata Toshizó – Siro no Kiszeki című OVA-ban.
Az NHK által sugárzott Shinsengumi! című dorama különkiadásában, a Hidzsikata Tosizó Szaigo no Icsinicsi-ben Szoszuke Ikemacu alakítja Icsimura szerepét.
Icsimura egy mellékszereplő a Sin Teito Monogatari című műben, mely Hirosi Aramata népszerű történelmi fantasy regényének, a Teito Monogatarinak az előzménye.

## Fordítás
- Ez a szócikk részben vagy egészben  az   Ichimura Tetsunosuke című angol Wikipédia-szócikk fordításán alapul.  Az eredeti cikk szerkesztőit annak laptörténete sorolja fel. Ez a jelzés csupán a megfogalmazás eredetét és a szerzői jogokat jelzi, nem szolgál a cikkben szereplő információk forrásmegjelöléseként.
- Ez a szócikk részben vagy egészben  a(z)   市村鉄之助 című japán Wikipédia-szócikk fordításán alapul.  Az eredeti cikk szerkesztőit annak laptörténete sorolja fel. Ez a jelzés csupán a megfogalmazás eredetét és a szerzői jogokat jelzi, nem szolgál a cikkben szereplő információk forrásmegjelöléseként.